# Scar (Disney)
Pour les articles homonymes, voir Scar.

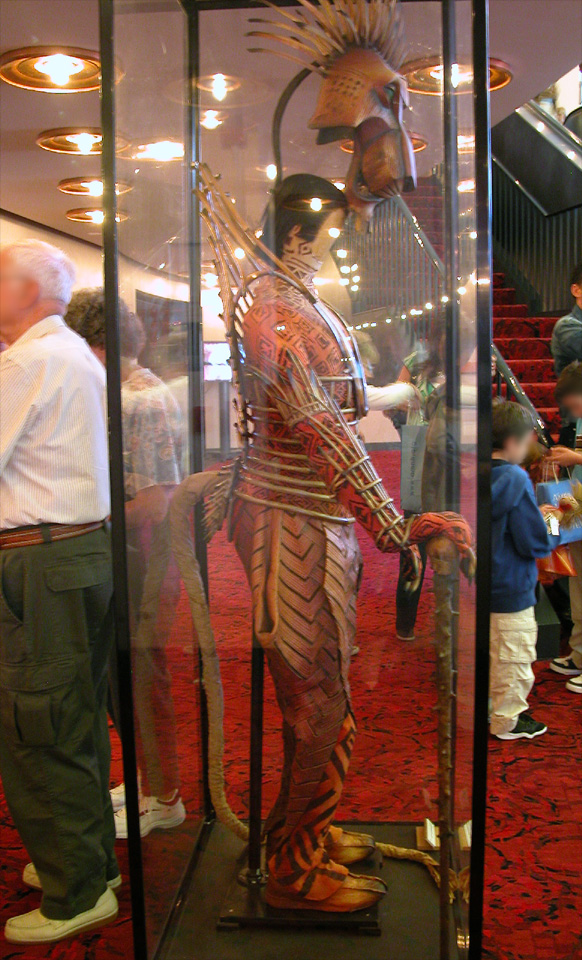
Costume de Scar dans la comédie musicale Le Roi Lion

Scar, de son véritable nom Taka, est un personnage de fiction apparu pour la première fois dans le long métrage d'animation Le Roi lion (1994). 

## Description
Frère cadet par adoption de Mufasa et oncle de Simba, Scar est considéré par beaucoup comme un des « méchants » les plus réussis des productions Disney. Il s'associe aux hyènes afin de prendre possession du territoire après s'être débarrassé du roi et de son héritier.
Il est partiellement inspiré de personnages shakespeariens tels que Iago (les deux sont manipulateurs et égocentriques, et exercent un pouvoir psychologique sur ceux qui les entourent) et Richard III, mais il tient surtout de Claudius, l'oncle imposteur et régicide dans Hamlet. Le film fait même allusion à Adolf Hitler : dans la chanson Soyez prêtes, Scar s’assied sur une falaise et les hyènes défilent devant lui au pas de l'oie. Ceci est une référence au film de propagande nazie Le Triomphe de la volonté, Scar prenant la place d'Hitler et les hyènes celle des SS et SA.

## Apparence
Scar est un grand lion maigre possédant une fourrure poussiéreuse fauve et une longue crinière noire. Ses yeux sont en forme d'amande  et verts. Ses pattes sont blanches. Contrairement aux autres lions du film, il ne rentre jamais ses griffes. Il possède également une barbiche, ainsi qu'une fine entaille sur l'œil gauche, d'où son nom "Scar" qui signifie "cicatrice" en anglais.
Il est de taille moyenne.
Le visage de Scar ainsi que ses expressions furent calquées sur son interprète original, Jeremy Irons.

## Personnalité
C'est un être machiavélique qui vise principalement à accéder au pouvoir, et va jusqu’à éliminer toute personne qu'il considère comme concurrente. Il est manipulateur, impitoyable, calculateur et sournois. Dans le film, il est montré dans son sinistre savoir-faire avec son esprit de compétition et sa capacité innée à la torsion des vérités ainsi que son sens de la manipulation dont il tire profit. Il se montre très intelligent quant à faire des plans complexes et souvent improvisés, mais son arrogance contribue logiquement à la chute de ses plans. Il est un peu lâche, plus susceptible de fuir le danger que de l'affronter et, inversement, il est dépeint comme un redoutable chasseur. Dans sa lâcheté, il est extrêmement fort et fait preuve d’une extrême volonté à lutter. Il semble aussi posséder un grand charisme, capable d'inciter les hyènes à suivre son plan et gagner la loyauté fanatique de Zira, que l'on découvre être par la suite, sa femme avec qui il a eu un enfant certain : Nuka et par la suite deux autres : Vitani (non précisé dans le film) et Kovu (fils adoptif).

## La cicatrice de Scar
Le nom du personnage vient du mot anglais « scar »  signifiant « cicatrice », en référence à celle qu'il arbore à l'œil gauche ; c'est l'un des rares personnages du Roi lion qui portent un nom n'ayant pas de sens en swahili. Aucune explication n'est donnée à ce sujet dans les films, mais dans la série de livres écrits plus tard sous le titre The Lion King: Six New Adventures, on apprend que le nom initial de Scar est « Taka », ce qui veut dire « saleté » ou « détritus » en swahili et dans la série animée La Garde du Roi Lion, on apprend que le nom initial de Scar est « Askari », ce qui veut dire « police » en swahili, du même nom du lion qui est le premier chef de la Garde du Roi Lion, selon Ford Riley, le producteur de La Garde du Roi Lion.
Dans A Tale of Two Brothers (Les Frères ennemis), (un des livres de cette série) Taka est contrarié que Mufasa ait été choisi pour être l'héritier du trône. Il devient encore plus fâché quand leur père, le roi Ahadi, rompt sa promesse d'aller chasser avec lui pour tenter, à la place, de résoudre les problèmes de sécheresse du royaume. Taka part alors à la rencontre des hyènes Shenzi, Banzaï et Ed, qui lui suggèrent que si Mufasa est montré comme faible et impuissant, il aura alors des chances de paraître en meilleure position pour hériter du pouvoir.
Taka dupe alors son frère en le faisant descendre au point d'eau, où un buffle nommé « Boma » refuse de partager l'eau. La Terre des Lions est dans une période de sécheresse terrible et n'importe quelle réserve d'eau est précieuse. Mufasa commence à raisonner Boma, quand Taka affirme que Boma doit se déplacer par ordre royal, ou que Mufasa l'affrontera en combat singulier. Boma, sortant de l'eau, charge Mufasa qui s'échappe grâce au mandrill Rafiki ; mais Boma affirme que sa horde aura alors Taka. Mufasa revient sur ses pas et découvre Taka attaqué par le troupeau de Boma. Le plus grand des buffles assomme Taka avec ses cornes, lui faisant perdre connaissance. Mufasa saute dans la mêlée pour sauver son frère des buffles qui sont prêts à attaquer de nouveau. Cependant, Ahadi apparaît avec de nombreux animaux. Le troupeau entoure les buffles et gagne le combat. Plus tard, examinant Taka, Rafiki lui découvre sur l'œil gauche une profonde entaille dont il gardera la cicatrice. Taka demande alors de se faire dorénavant appeler « Scar » pour se rappeler la façon stupide dont il a laissé la colère le dominer. Mais pourquoi en anglais, on ne le sait pas. En swahili « cicatrice » se dit « kovu », nom qui est donné au fils adoptif et héritier de Scar dans Le Roi lion 2 : L'Honneur de la tribu.
Dans The Lion Guard: Battle for the Pride Lands (La Garde du Roi lion : La Grande Bataille), (un des épisodes de cette série) Durant une chanson de Scar Quand je suis devenu Scar. Depuis, son adolescence, Askari s'aventure imprudemment dans la Terre Interdite sans l'aide de sa garde. Jusqu'au jour où il rencontre un lion étrange et lui dit qu'il aura sagesse et force quand il sera roi, le Lion Étrange accepte l'aide d'Askari, qui pensa qu'il serait plus fort que lui, mais ce dernier emmène Askari vers un Cobra Étrange, le Cobra Étrange attaqua Askari en lui créant une cicatrice sur l'oeil gauche d'Askari à partir du venin de ses crocs, le Lion Étrange dit à Askari qu'il peut le guérir de cette cicatrice à condition qu'il lui obéisse mais Askari prend rage et utilise son rugissement contre le Lion Étrange et son compagnon et les envoie vers la mort pour avoir causé la cicatrice à Askari.
De retour au Rocher des Lions, Askari dit à son frère qu'il s'est débarrassé de ces traîtres qui vivaient sur la Terre Interdite, mais Mufasa se moqua d'Askari et le surnomma « Scar » pour le taquiner, Scar devint jaloux contre son frère et il essaya de lui faire du mal pour se venger à cause du venin du cobra qu’il l’avait rendu maléfique. 
Dans Mufasa: the Lion King, Scar est de nouveau Taka, un jeune lionceau destiné à être l'héritier du trône. Lorsqu'il rencontre Mufasa, lionceau égaré, il réussit à convaincre le roi Obasi, son père, de le garder comme son frère. Ils grandissent ainsi tous les deux, jusqu'au jour ou une bande de lions blancs vagabonds, menés par Kiros, décime son peuple. Mufasa et Taka fuient ensemble vers Milele, une terre censée être paradisiaque. En chemin, ils rencontrent Sarabi, Zazu et Rafiki. Taka avoue à Mufasa aimer Sarabi, mais celle-ci choisit son frère. Jaloux il guidera alors Kiros en gravant de ses griffes la roche sur leur passage. 
Lorsque Mufasa affronte Kiros, Taka se souvient du conseil de sa mère Eshe d'être courageux. Il s'interpose alors et récolte sa cicatrice à l'œil.  
Lorsque Mufasa vainc Kiros, le bonheur revient sur Milele, et Mufasa décide de préserver la vie de son frère malgré sa traîtrise. En revanche, il refuse de prononcer ou entendre à nouveau son nom. Taka demande alors à s'appeler Scar, en référence à sa cicatrice et aux marques qu'il a laissé dans la roche et pour qu'il n'oublie jamais ce qu'il a fait. 
La version officielle est celle de  La Garde du Roi lion et la fausse non canonique est celle des livres.

## Jeunesse
Le véritable prénom de Scar est Taka, on l'apprend dans les livres, il est le frère cadet de Mufasa. Les deux frères aimaient la même lionne, Sarabi, mais elle a choisi Mufasa, ce qui rendit Taka fou de rage. Il veut à tout prix montrer qu'il est plus fort que son petit frère. Un jour, pour montrer la force qu'il dit avoir, il s'attaque seul à un buffle. Il perd le combat et en sort avec une cicatrice à l'œil, depuis il a demandé à être appelé Scar. À cause de sa jalousie pour son frère, leur père décide de céder le trône à Mufasa. Scar en devient fou et s'installe loin du rocher des lions tout en préservant sa haine contre son frère.

## Scar dans les suites, la série, le remake et la comédie musicale
En raison de sa mort à la fin du premier film, la présence de Scar dans Le Roi lion 2 : L'Honneur de la tribu (1998) est limitée. On découvre dans ce film que Scar avait une troupe de lionnes (les Hors-la-Loi), une compagne (Zira) et trois enfants (s'il est précisé à deux reprises que Kovu est son fils adoptif, on ne sait pas si Nuka et Vitani sont ses enfants biologiques ou adoptifs. À noter qu'à l'origine, Kovu aurait dû être son fils biologique, mais est devenu son fils adoptif quand les concepteurs du film ont réalisé qu'il serait alors le cousin germain de Simba et le grand-cousin / cousin au deuxième degré de Kiara). Kovu, le plus jeune, avait été désigné par Scar pour lui succéder, mais Simba a banni les Hors-la-Loi dans les Terres interdites et défendu à Kiara, sa fille, d'y aller. Elle y va quand même, rencontre Kovu et se lie d'amitié avec lui. Par la suite, Zira entraîne son fils dans un complot visant à tuer Simba, mais lorsqu'il devient un jeune adulte, il change d'avis alors qu'il commence à développer des sentiments pour Kiara, qu'il a, selon le plan de sa mère, sauvée d'un incendie provoqué par Nuka et Vitani pour s'introduire dans le clan de Simba. Scar fait deux brèves apparitions, dans ce film : d'abord dans le cauchemar de Simba (il y assassine Mufasa dans les gorges, puis prend la forme de Kovu pour faire de même avec Simba), puis, quand Kovu, que Simba a condamné à l'exil, se regarde dans une mare, son reflet prend la place de celui de son père adoptif.
Dans Le Roi lion 3 : Hakuna Matata (2004), Scar fait quelques apparitions, mais ne parle pas, laissant sa place de principal antagoniste aux hyènes. Il fait 3 apparitions, toutes à l'apogée du film : Quand il avoue à Simba qu'il a tué Mufasa, quand Simba le poursuit jusqu'au sommet du Rocher du Lion et quand il tombe de la falaise.
Dans la série télévisée La Garde du Roi Lion, chronologiquement située entre les événements du deuxième film, Scar réapparaît sous forme d'esprit, invoqué dans le volcan de la Terre interdite par Janja la hyène et Ushari le cobra pour qu'il puisse les aider à combattre l'actuelle Garde du Roi Lion menée par son petit neveu, Kion. Très vite, Scar rassemble les animaux les plus maléfiques de la Terre interdite afin de former une redoutable armée. Ainsi, les assauts de la Terre interdite contre la Terre des Lions deviennent plus audacieux, conduisant à l'incendie de la Vallée des Éléphants que l'armée de Scar revendique ensuite comme partie de leur territoire. Scar révèle finalement sa présence à la Garde après avoir envoyé un scorpion pour empoisonner Simba et que la Garde se rend au volcan pour y trouver le remède. Ce n'est que pendant l'attaque du Bois de Mizimu que le retour de Scar est découvert par tous les habitants de la Terre des Lions, à leur grande peur. Scar confronte alors de nouveau Simba pour la première fois depuis leur dernier affrontement, l'avertissant qu'il continuera de prendre possession de la Terre des Lions morceau par morceau jusqu'à ce qu'elle fasse entièrement partie de la Terre interdite. Les années passent mais les plans de Scar restent déjoués par une Garde du Roi Lion maintenant adolescent, le rugissement des anciens de Kion plus puissant que jamais. Dans une ultime tentative de l'emporter, Scar envoie Janja et ses hyènes incendier le repaire de la Garde, secrètement pour se débarrasser en même temps des hyènes dont il a lentement perdu la confiance. Le Rocher des Lions une nouvelle fois en proie au flamme, Scar y apparaît au sommet et bien que tous ses ennemis vivent encore, il n'est pas inquiet et provoque Kion pour qu'il vienne l'affronter sur la Terre interdite. En attendant le combat à venir, Scar raconte à la fois à Ushari comment il a eu sa cicatrice et de quel manière il compte véritablement s'en prendre à Kion quand il viendra. Les animaux de la Terre interdite vaincus, la Garde confronte Scar au volcan, seulement pour qu'Ushari attaque Kion par surprise sur l'ordre de Scar, infligeant au jeune lion une cicatrice envenimée comme celle de Scar. Kion commençant à subir l'effet du venin, Scar essaye de le pousser à embrasser sa colère et à devenir comme lui mais à sa grande incompréhension, Kion lui pardonne et utilise le rugissement pour invoquer les grands rois du passé qui font pleuvoir dans le volcan, condamnant l'esprit de Scar. Avant de disparaître, il hurle à Kion que le rugissement n'est qu'une malédiction et qu'il finira par devenir comme lui. Malgré sa disparition, Scar aura laissé un terrible impact sur Kion, l'obligeant à quitter la Terre des Lions avec la Garde pour qu'il puisse trouver un remède au venin à l'Arbre de Vie avant qu'il ne change de manière définitive, laissant la Terre des Lions vulnérable à l'attaque des Hors-la-Loi dans le deuxième film.
Dans le remake de 2019, du dessin animé, la relation entre Scar et Mufasa est décrite par Chiwetel Ejiofor, le doubleur de Scar, comme complètement détruite et brutalisée par la façon de penser de Scar ; "Il est possédé par cette maladie de son propre égo et de son propre besoin." Parmi les changements par rapport au dessin animé, Scar aurait défié Mufasa dans le passé et a perdu (il est sous-entendu qu'il a eu sa cicatrice dans le combat). Les deux frères ont également courtisé Sarabi, qui a finalement choisi Mufasa. Il n'est pas allié aux hyènes depuis le tout début, et doit gagner leur confiance. Pendant son règne, Scar joue un rôle plus actif dans la chasse aux côtés des hyènes, et on le voit également tenter de forcer Sarabi, qu'il convoite toujours, à devenir sa compagne. Il restreint toutes les conversations sur son frère décédé plutôt que d'interdire son nom. Sa cicatrice apparaît noire au lieu de rose comme dans le film original, et son apparence générale est étonnamment similaire à celle d'un lion asiatique, avec une crinière nettement plus fine et un physique plus léger. À l'acmé du film, lorsqu'il s'apprête à tuer Simba comme il a jadis tué Mufasa, Scar commet l'erreur d'admettre qu'il se souvient de la peur dans les yeux de son frère, ce qui le trahit aux yeux de Sarabi, à qui il avait prétendu ne pas être arrivé à temps dans les gorges. Comme dans le film original, Scar tente de s'échapper pendant que les hyènes combattent les lionnes, mais est poursuivi par Simba jusqu'à un rebord près du sommet du Rocher du Lion. Acculé, Scar demande grâce et tente de rejeter la faute de ses crimes sur les hyènes, qu'il traite de "charognardes répugnantes", ignorant qu'elles sont à proximité. Simba refuse de croire les mensonges de Scar, mais épargne sa vie à condition qu'il quitte son royaume pour toujours. Scar refuse et attaque Simba, qui le jette de la falaise après un bref combat. Scar survit à la chute, mais est bientôt entouré et attaqué par les hyènes . Dans un changement mineur à la fin originale, Scar se bat d'abord contre les hyènes, mais, rapidement débordé, est dévoré vivant.
Dans la comédie musicale basée sur le film original, Scar est incarné par un acteur habillé d'un costume africain et portant un visage de lion au-dessus de la tête. Ce masque est amovible et peut se placer parfois directement devant le visage de l'acteur pour lui donner un aspect plus animal. Le créateur du rôle à Broadway est John Vickery. Les scènes du personnage sont plus développées que dans le film, particulièrement la séquence comportant la nouvelle chanson La Folie du roi Scar. Scar commence à exprimer des doutes au sujet de son règne, se rendant compte qu'il pourrait perdre le respect des lionnes et qu'il a besoin d'une reine. Il essaye alors de séduire Nala, mais n'obtient d'elle qu'une gifle.

## Interprètes

### Films
- Voix originales : Jeremy Irons (Le Roi lion), Jim Cummings (Le Roi lion 2 : L'Honneur de la tribu), Chiwetel Ejiofor (Le Roi lion - 2019)
- Voix allemandes : Thomas Fritsch (Le Roi lion)
- Voix brésiliennes : Jorgeh Ramos (Le Roi lion), Rodrigo Miallaret (Le Roi lion - 2019)
- Voix danoises : Stig Hoffmeyer (Le Roi lion)
- Voix espagnoles (Amérique Latine) : Carlos Petrel (Le Roi lion), José Roberto Pisano (Le Roi lion - 2019)
- Voix espagnoles (Espagne) : Ricardo Solans (Le Roi lion), Jordi Doncos (Le Roi lion, chant), Carlos Di Blasi (Le Roi lion - 2019)
- Voix finnoises : Jukka-Pekka Palo (Le Roi lion)
- Voix flamandes : Hans Peter Janssens (Le Roi lion - 2019)
- Voix françaises : Jean Piat (Le Roi lion), Guy Chapellier (Le Roi lion 2 : L'Honneur de la tribu et La Garde du Roi Lion), Daniel Beretta (La Garde du Roi Lion, chant), Michel Lerousseau (Le Roi lion - 2019), Sacha Tomassian (Mufasa : Le Roi lion, Taka enfant)
- Voix hongroises : Kristóf Tibor (Le Roi lion)
- Voix islandaises : Jóhann Sigurðarson (Le Roi lion)
- Voix italiennes : Tullio Solenghi (Le Roi lion)
- Voix japonaises : Haruiko Jō (Le Roi lion)
- Voix néerlandaises : Arnold Gelderman (Le Roi lion), Marcel Jonker (La Garde du Roi Lion et Le Roi lion - 2019)
- Voix norvégiennes : Even Stormoen (Le Roi lion)
- Voix polonaises : Marek Barbasiewicz (Le Roi lion), Artur Żmijewski (Le Roi lion - 2019)
- Voix portugaises : Rogério Samora (Le Roi lion), Mário Redondo (Le Roi lion - 2019)
- Voix québécoise :  Éric Gaudry (Le Roi lion 2 : La fierté de Simba), Frédéric Desager (Le Roi lion - 2019)

### Comédie musicale
- John Vickery (créateur du rôle à Broadway)
- Olivier Breitman (créateur du rôle à Paris)

## Chansons interprétées par Scar
- Soyez prêtes (Be Prepared) avec les hyènes dans Le Roi lion
- La Folie du roi Scar (Madness of King Scar) avec Zazu et les hyènes dans la comédie musicale
- J'ai un plan (I Have A Plan) dans La Garde du Roi Lion
- Ma cicatrice vient de là (When I led The Guard) dans La Garde du Roi Lion

## Autres apparitions
- Scar fait une apparition brève et muette dans un épisode de la série télévisée : Timon et Pumbaa (1995-1999) dans lequel Timon essaie de rétablir la mémoire défaillante de Pumbaa.
- Il apparaît brièvement dans la série télévisée Disney's tous en boîte (2001-2003).
- Dans Hercule (1997), lors de la courte scène qui semble faire référence au combat d'Hercule contre le lion de Némée, ce dernier est représenté sous une apparence qui rappelle étrangement celle de Scar. Hercule porte ensuite sa peau alors qu'il pose pour se faire faire un portrait par un peintre[4]. Il est possible que ce soit un clin d'œil de l'animateur Andreas Deja supervisant Scar, qui était également l'animateur chargé de superviser Hercule.
- Il apparaît comme un des bandits que la reine évoque pour combattre Mickey dans l'attraction des studios Disney-MGM Fantasmic! Nighttime Show Spectacular.
- Scar est un des principaux personnages du Festival of the Lion King, une attraction de Disney's Animal Kingdom et Hong Kong Disneyland. Dans cette adaptation raccourcie de la comédie musicale de Broadway, le personnage est interprété par un acteur, de même que dans l'attraction de Parc Disneyland La Légende du Roi Lion.
- En plus d'apparitions dans divers jeux vidéo sur Le Roi lion, Scar est présent dans Kingdom Hearts 2, dont tout un niveau se déroule dans le monde des films. (Disney/Square Enix)
- Il apparaît dans le film Il était une fois Halloween lorsque le chaudron magique présente à la reine les autres méchants Disney.
- Dans le jeu vidéo Epic Mickey, on peut l'apercevoir sur un des vitraux du Château de La Belle des Ténèbres et on peut trouver des statues à son effigie à l'extérieur du Château.